# Johann Gottlob Töpfer
Johann Gottlob Wilhelm Töpfer, född den 4 december 1791 i Thüringen, död den 8 juni 1870 i Weimar, var en tysk organist.
Töpfer blev 1817 seminariemusiklärare och 1830 stadsorganist i Weimar. Han utgav en koralbok, komponerade orgelsaker, pianostycken med mera, men blev mest berömd genom sina skrifter över orgeln: Die Orgelbaukunst (1833), Die Scheiblersche Stimm-Methode (1842), Theoretisch-praktische Organistenschule (1845) samt i synnerhet Lehrbuch der Orgelbaukunst (4 band, 1856; ny upplaga 1888), som blev epokgörande för det samtida orgelbyggeriet. I svensk översättning finns av honom "Orgeln, dess inrättning, byggnad" et cetera (1850–51 och 1866).